# Kōzuke

Mappa delle province giapponesi con la provincia di Kozuke evidenziata.

Kozuke, formalmente scritta come Kozuke no Kuni (giapponese: 上野国) fu una provincia del Giappone nella regione di Tosando, che oggi fa parte della prefettura di Gunma.
La vecchia capitale provinciale si trovava vicino alla moderna Maebashi. Durante il Periodo Sengoku Kozuke venne controllata da Takeda Shingen, Uesugi Kenshin, il clan Hōjō e Tokugawa Ieyasu. La città più importante era Takasaki, vicino Maebashi.